# Талый Ключ (Зиминский район)
Талый Ключ — упразднённая деревня в Зиминском районе Иркутской области России. Располагалось на территории Кимильтейского муниципального образования. Современное состояние — СНТ.

## География
Находилось примерно в 1,5—2 километрах от города Саянска в северо-западном направлении.

## Топоним
Название происходит от ключа, бившего из-под воды недалеко от деревни. В 1970-е годы многие называли этот населённый пункт деревня Горелая. Объясняется это тем, что после начала строительства г. Саянска в округе произошёл ряд сильных лесных пожаров, один из которых уничтожил пустующие строения бывшего населённого пункта.

## История
Жители населённого пункта были лесозаготовителями. В деревне функционировали школа, клуб, магазин. В конце 1950-х школа была закрыта. В 1960-х люди стали уезжать в другие населённые пункты Зиминского района и в Куйтунский район. Вскоре населённый пункт Талый Ключ перестал существовать.